# Joe Líder
José de Jesús Álvarez (né le 2 juin 1978 à Guadalajara, Jalisco, dans l'état de Mexico) est un catcheur (lutteur professionnel) mexicain qui est actuellement sous contrat avec la Asistencia Asesoría y Administración (AAA) sous le nom de Joe Líder.

## Carrière

### Asistencia Asesoría y Administración
Lors de Héroes Inmortales 2011, lui et Vampiro battent La Legión Extranjera (Abyss et Chessman) dans un Hardcore Match et remportent les AAA World Tag Team Championship.
Lors de Guerra de Titanes 2014, lui et Pentagón Jr. battent Los Güeros del Cielo (Angélico et Jack Evans) et Myzteziz et Fénix dans un Three-Way Tag Team Match et remportent les AAA World Tag Team Championship. Lors de Héroes Inmortales IX, ils perdent les titres contre Los Güeros del Cielo dans un Three-Way Tag Team Match qui comprenaient également Daga et Steve Pain.

## Palmarès
- Lucha Libre AAA Worldwide
  - 5 fois AAA World Tag Team Championship avec Crazy Boy (2), Nicho el Millonario (1), Vampiro (1), et Pentagón Jr. (1) (record en solo)
  - 1 fois Mexican National Atomicos Championship avec Psicosis II, Crazy Boy et Juventud Guerrera

- Desastre Total Ultraviolento
  - DTU Extreme Championship (2 fois)

- International Wrestling Revolution Group
  - IWRG Intercontinental Trios Championship (1 fois) – avec Silver King et Último Gladiador

- Kings Bull Wrestling
  - KBW Extremo Championship (1 fois, actuel)
- Perros del Mal Producciones
  - Perros del Mal Extremo Championship (1 fois, actuel)

- Pro Wrestling Illustrated
  - PWI l'a classé #149 du top 500 des catcheurs du PWI 500 en 2010

- Producciones Sánchez
  - Trofeo Arena Neza (2016) - avec Kahn del Mal & Pentagon Jr.

- Xtreme Latin American Wrestling
  - XLAW Junior Heavyweight Championship (3 fois)

- Autres championnats remportés
  - Distrito Jalisco Middleweight Championship (1 fois)
  - Distrito Jalisco Heavyweight Championship (1 fois)
  - NWG Extreme Championship (3 fois)
  - Tonala Absolute Championship (1 fois)